# ディキシーランドバンド
ディキシーランドバンド (Dixieland Band) は、アメリカ合衆国生産の競走馬および種牡馬。

## 経歴
メリーランド州生産馬。父は20世紀で最も成功した種牡馬とも言われるノーザンダンサー、母はマッチメイカーステークス (G1) など3つの重賞競走を制したミシシッピマッド。競走馬時代は24戦で8勝を挙げ、3歳時にペンシルベニアダービー (G2) 、マサチューセッツハンデキャップ (G2) に優勝した。競走馬引退後の1985年より、馬主が所有するデラウェア州の牧場で種牡馬となった。
馬産の中心地ケンタッキーからは大きく外れた場所での種牡馬入りだったが、初年度産駒から2度のアスコットゴールドカップ (G1)優勝など4カ国で7つの重賞を制したドラムタップスを筆頭に、3頭の重賞優勝馬を輩出。以降も毎年コンスタントに重賞優勝馬を輩出して人気種牡馬となり、1990年代半ばより、馬主の娘が嫁いだ先のケンタッキー州レーンズエンドファームに移動した。その後も一流種牡馬の地位を保ち、ディアヌ賞（フランスオークス）優勝馬エジプトバンドなどアメリカ国外の活躍馬も輩出した。
母の父としても大きな影響力を保持し、ケンタッキーダービー優勝馬モナーコス、同じくケンタッキーダービー優勝馬ストリートセンスなどが出ている。2004年にはブルードメアサイアー産駒が総合で1,160万ドルの賞金を獲得し、この年のリーディングブルードメアサイアーを獲得した。
長く種牡馬生活を続けていたが、2008年12月に関節炎の悪化を理由に種牡馬を引退。以降はレーンズエンドファームで功労馬として余生を過ごしていたが、老衰により2010年4月7日に安楽死された。

## 主な産駒
- 1986年産
  - ドラムタップス（1992年・1993年アスコットゴールドカップなど）
- 1989年産
  - Dixie Brass（1992年メトロポリタンマイルハンデキャップなど）
  - Spinning Round（1992年バレリーナステークスなど）
- 1994年産
  - Cotton Carnival（シリーンステークスなど）
    - 1997年度ソヴリン賞最優秀3歳牝馬
- 1997年産
  - Dixie Union（2000年ハスケル招待ハンデキャップ、2001年マリブステークスなど）
  - Egyptband（2000年ディアヌ賞）
- 2001年産
  - Menhoubah（2004年イタリアオークス）
- 2002年産
  - Sharp Lisa（2005年ラスヴァージネスステークスなど）
- 2005年産
  - Alwajeeha（2008年クイーンエリザベス2世チャレンジカップステークスなど）

### 主なブルードメアサイアー産駒
- 1992年産
  - Exotic Wood（1996年ゴーフォーワンドステークス、1998年サンタモニカハンデキャップ、サンタマリアハンデキャップ）
- 1995年産
  - アメリカンボス（1999年、2000年エプソムカップ、2001年アメリカジョッキークラブカップ、中山記念）
- 1997年産
  - Dream Supreme（2000年テストステークス、バレリーナハンデキャップ）
- 1998年産
  - Monarchos（2001年フロリダダービー、ケンタッキーダービー）
  - New Real Deal（2001年クリアドレス賞、イグナシオ＆イグナシオF.コレアス大賞）
- 2000年産
  - Southern Image（2003年マリブステークス、2004年サンタアニタハンデキャップ、ピムリコスペシャルハンデキャップ）
- 2001年産
  - Society Selection（2003年フリゼットステークス、2004年アラバマステークス、テストステークス）
  - デルタブルース（2004年菊花賞、2005年ステイヤーズステークス、2006年メルボルンカップ）
- 2003年産
  - First Samurai（2005年シャンペインステークス、ホープフルステークス）
  - ブラックバースピン（2007年CBC賞）
  - アクシオン（2009年鳴尾記念、2010年中山金杯）
- 2004年産
  - Street Sense （2006年ブリーダーズカップ・ジュヴェナイル、2007年ケンタッキーダービー、トラヴァーズステークス)
  - Diamondrella（2009年ジャストアゲームステークス、ファーストレディステークス）
  - Cotton Blossom（2007年エイコーンステークス）
  - Lady Sprinter（2007年マイプー賞）
- 2005年産
  - Ebony Storm（2008年コリアンダービー）
  - サブジェクト（2007年ラジオNIKKEI杯2歳ステークス）
- 2006年産
  - フミノイマージン（2011年マーメイドステークス、愛知杯、2012年札幌記念）
- 2009年産
  - イジゲン（2012年武蔵野ステークス）
- 2011年産
  - レッドリヴェール（2013年阪神ジュベナイルフィリーズ、札幌2歳ステークス）
  - サウンズオブアース（2015年有馬記念2着、2016年ジャパンカップ2着）
- 2012年産
  - Touareg（2015年モンテビデオ大賞、ラスアメリカス大賞）
- 2013年産
  - I Am a Star（2016年エンパイアローズステークス）
- 2014年産
  - ラビットラン（2017年ローズステークス、2018年ブリーダーズゴールドカップ）
- 2015年産
  - アサクサゲンキ（2017年小倉2歳ステークス、2021年小倉サマージャンプ）

## 血統表
| ディキシーランドバンドの血統（ノーザンダンサー系 / Hyperion 4×5×5=12.50%、Alibhai 4×5=9.38%、Discovery 5×5=6.25%） | ディキシーランドバンドの血統（ノーザンダンサー系 / Hyperion 4×5×5=12.50%、Alibhai 4×5=9.38%、Discovery 5×5=6.25%） | ディキシーランドバンドの血統（ノーザンダンサー系 / Hyperion 4×5×5=12.50%、Alibhai 4×5=9.38%、Discovery 5×5=6.25%） | （血統表の出典）      | （血統表の出典） |
| 父 Northern Dancer 1961 鹿毛 カナダ                                                                                | 父の父Nearctic 1954 黒鹿毛 カナダ                                                                                  | Nearco | Pharos                | Pharos           |
| 父 Northern Dancer 1961 鹿毛 カナダ                                                                                | 父の父Nearctic 1954 黒鹿毛 カナダ                                                                                  | Nearco | Nogara                |                  |
| 父 Northern Dancer 1961 鹿毛 カナダ                                                                                | 父の父Nearctic 1954 黒鹿毛 カナダ                                                                                  | Lady Angela | Hyperion              | Hyperion         |
| 父 Northern Dancer 1961 鹿毛 カナダ                                                                                | 父の父Nearctic 1954 黒鹿毛 カナダ                                                                                  | Lady Angela | Sister Sarah          |                  |
| 父 Northern Dancer 1961 鹿毛 カナダ                                                                                | 父の母Natalma 1957 鹿毛                                                                                            | Native Dancer | Polynesian            | Polynesian       |
| 父 Northern Dancer 1961 鹿毛 カナダ                                                                                | 父の母Natalma 1957 鹿毛                                                                                            | Native Dancer | Geisha                |                  |
| 父 Northern Dancer 1961 鹿毛 カナダ                                                                                | 父の母Natalma 1957 鹿毛                                                                                            | Almahmoud | Mahmoud               | Mahmoud          |
| 父 Northern Dancer 1961 鹿毛 カナダ                                                                                | 父の母Natalma 1957 鹿毛                                                                                            | Almahmoud | Arbirator             |                  |
| 母 Mississippi Mud 1973 鹿毛 アメリカ                                                                              | 母の父Delta Judge 1960 黒鹿毛 アメリカ                                                                             | Traffic Judge | Alibhai               | Alibhai          |
| 母 Mississippi Mud 1973 鹿毛 アメリカ                                                                              | 母の父Delta Judge 1960 黒鹿毛 アメリカ                                                                             | Traffic Judge | Traffic Court         |                  |
| 母 Mississippi Mud 1973 鹿毛 アメリカ                                                                              | 母の父Delta Judge 1960 黒鹿毛 アメリカ                                                                             | Beautillion | Noor                  | Noor             |
| 母 Mississippi Mud 1973 鹿毛 アメリカ                                                                              | 母の父Delta Judge 1960 黒鹿毛 アメリカ                                                                             | Beautillion | Delta Queen           |                  |
| 母 Mississippi Mud 1973 鹿毛 アメリカ                                                                              | 母の母Sand Buggy 1963 黒鹿毛 アメリカ                                                                              | Warfare | Determine             | Determine        |
| 母 Mississippi Mud 1973 鹿毛 アメリカ                                                                              | 母の母Sand Buggy 1963 黒鹿毛 アメリカ                                                                              | Warfare | War Whisk             |                  |
| 母 Mississippi Mud 1973 鹿毛 アメリカ                                                                              | 母の母Sand Buggy 1963 黒鹿毛 アメリカ                                                                              | Egyptian | Heliopolis            | Heliopolis       |
| 母 Mississippi Mud 1973 鹿毛 アメリカ                                                                              | 母の母Sand Buggy 1963 黒鹿毛 アメリカ                                                                              | Egyptian | Evening Mist F-No.4-m |                  |